# Poecilotheria ornata
Poecilotheria ornata é uma espécie de aranha pertencente à família Theraphosidae (tarântulas).